# Manchester (Misuri)
Manchester es una ciudad ubicada en el condado de San Luis en el estado estadounidense de Misuri. En el Censo de 2010 tenía una población de 18094 habitantes y una densidad poblacional de 1.375,76 personas por km².

## Geografía
Manchester se encuentra ubicada en las coordenadas 38°34′59″N 90°30′23″O / 38.58306, -90.50639. Según la Oficina del Censo de los Estados Unidos, tiene una superficie total de 13.15 km², de la cual el total corresponde a tierra firme.

## Demografía
Según el censo de 2010, había 18094 personas residiendo en Manchester. La densidad de población era de 1.375,76 hab./km². De los 18094 habitantes, Manchester estaba compuesto por el 87.55% blancos, el 3.12% afroamericanos, el 0.16% amerindios, el 5.96% asiáticos, el 0.02% isleños del Pacífico, el 1.08% eran de otras razas y el 2.1% pertenecían a dos o más razas. Del total de la población el 2.9% eran hispanos o latinos de cualquier raza.